# Il parroco di Arasolè
Il parroco di Arasolè è un romanzo di Francesco Masala. Scritto nel 1986 e pubblicato in prima edizione con Edizioni Castello, con il titolo Dio Petrolio, è ambientato in Sardegna, in particolar modo a Sarroch, la città industriale del sud Sardegna. È pubblicato da Il maestrale con il titolo Il parroco di Arasolè.
È stato tradotto in spagnolo, croato, francese, ungherese, russo, catalano, brasiliano e polacco.